# 1426 Riviera
1426 Riviera (1937 GF) là một tiểu hành tinh vành đai chính được phát hiện ngày 1 tháng 4 năm 1937 bởi Marguerite Laugier ở Nice.